# Tabanus manipurensis
Tabanus manipurensis är en tvåvingeart som beskrevs av Ricardo 1913. Tabanus manipurensis ingår i släktet Tabanus och familjen bromsar. Inga underarter finns listade i Catalogue of Life.